# Syria na Letnich Igrzyskach Olimpijskich 1980
Syrię na Letnich Igrzyskach Olimpijskich 1980 reprezentowało 67 zawodników (65 mężczyzn i 2 kobiety). Był to piąty start reprezentacji Syrii na letnich igrzyskach olimpijskich.

## Reprezentanci

### Boks
Mężczyźni
| Zawodnik       | Konkurencja          | 1/32             | 1/16             | 1/8              | Ćwierćfinał      | Półfinał         | Finał            | Finał   |    |
| Zawodnik       | Konkurencja          | Przeciwnik Wynik | Przeciwnik Wynik | Przeciwnik Wynik | Przeciwnik Wynik | Przeciwnik Wynik | Przeciwnik Wynik | Miejsce |    |
| -------------- | -------------------- | ---------------- | ---------------- | ---------------- | ---------------- | ---------------- | ---------------- | ------- | -- |
| Adel Hammoude  | waga papierowa       | Șchiopu P TKO    | NQ               | NQ               | NQ               | NQ               | NQ               | NQ      |    |
| Talal El-Chawa | waga musza           | Mlundwa P 0-5    | NQ               | NQ               | NQ               | NQ               | NQ               | NQ      |    |
| Fayez Zaghloul | waga kogucia         | BYE              | Ouphaphone W 5-0 | Anthony P 2-3    | NQ               | NQ               | NQ               | NQ      | NQ |
| Nidal Haddad   | waga piórkowa        | González W 3-2   | NQ               | NQ               | NQ               | NQ               | NQ               | NQ      |    |
| Farez Halabi   | waga lekkopółśrednia | Kampanath P 0-5  | Oliva P TKO      | NQ               | NQ               | NQ               | NQ               | NQ      |    |
| Imad Idriss    | waga lekkośrednia    | BYE              | Njunwa P DSQ     | NQ               | NQ               | NQ               | NQ               | NQ      |    |
| Naasan Ajjoub  | waga ciężka          | Stoimenow P TKO  | NQ               | NQ               | NQ               | NQ               | NQ               | NQ      |    |

### Judo
Mężczyźni
| Zawodnik         | Konkurencja | 1/16             | 1/8                 | Ćwierćfinał      | Półfinał         | Repasaż I         | Repasaż II         | Finał/BM         | Finał/BM |
| Zawodnik         | Konkurencja | Przeciwnik Wynik | Przeciwnik Wynik    | Przeciwnik Wynik | Przeciwnik Wynik | Przeciwnik Wynik  | Przeciwnik Wynik   | Przeciwnik Wynik | Pozycja  |
| ---------------- | ----------- | ---------------- | ------------------- | ---------------- | ---------------- | ----------------- | ------------------ | ---------------- | -------- |
| Samir El-Najjar  | - 60 kg     | Chibwe W 100-000 | Rodríguez P 000-100 | NQ               | NQ               | Keyrouz W 100-000 | Holliday P 000-100 | NQ               | 7.       |
| Bassam El-Jabbin | - 78 kg     | Paz P 000-100    | NQ                  | NQ               | NQ               | NQ                | NQ                 | NQ               | NQ       |
| Said Achtar      | open        | —                | BYE                 | Berger P 000-100 | NQ               | NQ                | NQ                 | NQ               | NQ       |

### Lekkoatletyka
Mężczyźni
| Zawodnik           | Konkurencja           | Eliminacje | Eliminacje | Ćwierćfinał | Ćwierćfinał | Półfinał | Półfinał | Finał | Finał   |
| Zawodnik           | Konkurencja           | Wynik      | Miejsce    | Wynik       | Miejsce     | Wynik    | Miejsce  | Wynik | Miejsce |
| ------------------ | --------------------- | ---------- | ---------- | ----------- | ----------- | -------- | -------- | ----- | ------- |
| Nabil Nahri        | bieg na 100 m         | 10,67      | 30.        | NQ          | NQ          | NQ       | NQ       | NQ    | NQ      |
| Nabil Nahri        | bieg na 200 m         | 22,14      | 38.        | NQ          | NQ          | NQ       | NQ       | NQ    | NQ      |
| Mohamed El-Abed    | bieg na 400 m         | 50,47      | 45.        | NQ          | NQ          | NQ       | NQ       | NQ    | NQ      |
| Mohamed Makhlouf   | bieg na 800 m         | 1:52,3     | 31.        | —           | —           | NQ       | NQ       | NQ    | NQ      |
| Mohamed Makhlouf   | bieg na 1500 m        | 4:00,4     | 39.        | —           | —           | NQ       | NQ       | NQ    | NQ      |
| Saleh El-Ali       | bieg na 5000 m        | 15:08,2    | 32.        | —           | —           | NQ       | NQ       | NQ    | NQ      |
| Akel Hamdan        | bieg na 10 000 m      | 31:21,9    | 27.        | —           | —           | —        | —        | NQ    | NQ      |
| Maher Hreitani     | 110 m przez płotki    | 15,45      | 21.        | —           | —           | NQ       | NQ       | NQ    | NQ      |
| Amer Maaraoui      | 400 m przez płotki    | 53,26      | 19.        | —           | —           | NQ       | NQ       | NQ    | NQ      |
| Abdul Karim Joumaa | 3000 m z przeszkodami | 9:29,4     | 30.        | —           | —           | NQ       | NQ       | NQ    | NQ      |

| Zawodnik     | Konkurencja  | Kwalifikacje | Kwalifikacje | Finał    | Finał   |
| Zawodnik     | Konkurencja  | Rezultat     | Miejsce      | Rezultat | Miejsce |
| ------------ | ------------ | ------------ | ------------ | -------- | ------- |
| Ahmad Balkis | skok wzwyż   | 2,05         | 29.          | NQ       | NQ      |
| Adnan Houry  | rzut dyskiem | 47,52        | 16.          | NQ       | NQ      |

Kobiety
| Zawodniczka       | Konkurencja    | Eliminacje | Eliminacje | Półfinał | Półfinał | Finał | Finał   |
| Zawodniczka       | Konkurencja    | Wynik      | Miejsce    | Wynik    | Miejsce  | Wynik | Miejsce |
| ----------------- | -------------- | ---------- | ---------- | -------- | -------- | ----- | ------- |
| Hala El-Moughrabi | bieg na 800 m  | 2:17,6     | 25.        | NQ       | NQ       | NQ    | NQ      |
| Hala El-Moughrabi | bieg na 1500 m | —          | —          | DNS      | DNS      | NQ    | NQ      |

| Zawodniczka   | Konkurencja | Kwalifikacje | Kwalifikacje | Finał    | Finał   |
| Zawodniczka   | Konkurencja | Rezultat     | Miejsce      | Rezultat | Miejsce |
| ------------- | ----------- | ------------ | ------------ | -------- | ------- |
| Dia Toutounji | skok wzwyż  | DNS          | DNS          | NQ       | NQ      |
| Dia Toutounji | skok w dal  | NM           | –            | NQ       | NQ      |

### Piłka nożna

#### Turniej mężczyzn
- Reprezentacja mężczyzn

Trener: Yousef Chadli
| - Ahmad Eid Berakdar - Jehad Shait - Mohammed Dahman - Riad Asfahani - Ibrahim Mouhallami - Abdulfattah Hadna - Mohamed Jazaeri - Anouar Abdul Kader - Kevork Mardikian |  | - Omar Aleiane Hojer - Marwan Madarati - Hachem Chalabi - Ahmad Haouache - Fouad Araf - Nabil Elias - Bassam Jarayhi - Samer Asassa |

Grupa C
| Zespół    | Pkt | M | W | R | P | Br+ | Br− | +/− |
| --------- | --- | - | - | - | - | --- | --- | --- |
| NRD       | 5   | 3 | 2 | 1 | 0 | 7   | 1   | +6  |
| Algieria  | 3   | 3 | 1 | 1 | 1 | 4   | 2   | +2  |
| Hiszpania | 3   | 3 | 0 | 3 | 0 | 2   | 2   | 0   |
| Syria     | 1   | 3 | 0 | 1 | 2 | 0   | 8   | -8  |

Faza grupowa
| 20 lipca 1980 20:00 | Algieria · Lakhdar Belloumi 362' · Rabah Madjer 48' · Chaabane Merzekane 73' (k) | 3:0(1:0)Raport | Syria | Stadion Dynama Mińsk, Mińsk Sędzia: Vojtech Christov |
|                     |                                                                                  |                |       |                                                      |

| 22 lipca 1980 19:00 | Hiszpania | 0:0(0:0)Raport | Syria | Stadion Dynama Mińsk, Mińsk Sędzia: José Castro Lozada |
|                     |           |                |       |                                                        |

| 24 lipca 1980 19:00 | NRD · Lothar Hause 6' · Wolf-Rüdiger Netz 25', 45' · Werner Peter 75' · Frank Terletzki 82' | 5:0(3:0)Raport | Syria | Stadion olimpijski, Kijów Widzów: 80 000 Sędzia: Ulf Eriksson |
|                     |                                                                                             |                |       |                                                               |

### Podnoszenie ciężarów
Mężczyźni
| Zawodnik       | Konkurencja | Rwanie   | Rwanie  | Podrzut  | Podrzut | Razem    | Pozycja |
| Zawodnik       | Konkurencja | Wynik    | Pozycja | Wynik    | Pozycja | Razem    | Pozycja |
| -------------- | ----------- | -------- | ------- | -------- | ------- | -------- | ------- |
| Imade Kadro    | - 52 kg     | 85 kg    | 15.     | 105 kg   | 15.     | 190 kg   | 14.     |
| Faouaz Nadirin | - 60 kg     | 102,5 kg | 13.     | 127,5 kg | 13.     | 230 kg   | 13.     |
| Salem Ajjoub   | - 82,5 kg   | 127,5 kg | 16.     | 175 kg   | 12.     | 302,5 kg | 14.     |
| Talal Najjar   | - 110 kg    | 157,5 kg | 9.      | 205 kg   | 8.      | 362,5 kg | 8.      |

### Strzelectwo
Mężczyźni
| Zawodnik      | Konkurencja | Finał | Finał   |
| Zawodnik      | Konkurencja | Wynik | Miejsce |
| ------------- | ----------- | ----- | ------- |
| Khalil Arbaji | skeet       | 172   | 46.     |
| Jihad Naim    | skeet       | 176   | 45.     |
| Adnan Houjeij | trap        | 181   | 26.     |
| Nidal Nasser  | trap        | 178   | 29.     |

### Zapasy
Mężczyźni
Styl wolny
| Zawodnik               | Konkurencja | Runda I            | Runda II         | Runda III        | Runda IV         | Runda V          | Runda VI         | Finał/BM         | Finał/BM |
| Zawodnik               | Konkurencja | Przeciwnik Wynik   | Przeciwnik Wynik | Przeciwnik Wynik | Przeciwnik Wynik | Przeciwnik Wynik | Przeciwnik Wynik | Przeciwnik Wynik | Pozycja  |
| ---------------------- | ----------- | ------------------ | ---------------- | ---------------- | ---------------- | ---------------- | ---------------- | ---------------- | -------- |
| Khaled El-Ali El-Rifai | - 48 kg     | Jordanow P 0-4     | Korniłajew P 0-4 | NQ               | NQ               | NQ               | —                | NQ               | NQ       |
| Ahmad Dahrouj          | - 52 kg     | Bürgedaa P 0-4     | Reich P 0-4      | NQ               | NQ               | NQ               | NQ               | NQ               | NQ       |
| Mahmoud El-Messouti    | - 57 kg     | La Bruna P 0-4     | Coczew P 0-4     | NQ               | NQ               | NQ               | —                | NQ               | NQ       |
| Adnan Kudmani          | - 62 kg     | Nasandżargal P 0-4 | Szymański P 0-4  | NQ               | NQ               | NQ               | —                | NQ               | NQ       |
| Mazen Tuleimat         | - 68 kg     | Faris P 0-4        | Absaidow P 0-4   | NQ               | NQ               | NQ               | —                | NQ               | NQ       |
| Bani Merje Fawaz       | - 74 kg     | Zahedi P 0-4       | Singh P 0-4      | NQ               | NQ               | NQ               | —                | NQ               | NQ       |
| Mohamed El-Oulabi      | - 82 kg     | N'Dock W 4-0       | Busarello P 0-4  | Mazur P 0,5-3,5  | NQ               | NQ               | —                | NQ               | NQ       |
| Saleh El-Said          | - 100 kg    | Büttner P 0-4      | Strnisko P 0-4   | NQ               | NQ               | NQ               | —                | NQ               | NQ       |
| Youssef Diba           | + 100 kg    | Ianko P 0-4        | Iwanow P 0-4     | NQ               | NQ               | —                | —                | NQ               | NQ       |

Styl klasyczny
| Zawodnik               | Konkurencja | Runda I          | Runda II          | Runda III           | Runda IV         | Runda V          | Runda VI         | Finał/BM         | Finał/BM |
| Zawodnik               | Konkurencja | Przeciwnik Wynik | Przeciwnik Wynik  | Przeciwnik Wynik    | Przeciwnik Wynik | Przeciwnik Wynik | Przeciwnik Wynik | Przeciwnik Wynik | Pozycja  |
| ---------------------- | ----------- | ---------------- | ----------------- | ------------------- | ---------------- | ---------------- | ---------------- | ---------------- | -------- |
| Saber Nakdali          | - 48 kg     | Olvera P 0-4     | Alexandru P 0-4   | NQ                  | NQ               | NQ               | —                | NQ               | NQ       |
| Abdel Nasser El-Oulabi | - 52 kg     | Jelínek P 0-4    | Wróblewski W 0-4  | NQ                  | NQ               | —                | —                | NQ               | NQ       |
| Mohamed Moutei Nakdali | - 57 kg     | Boțilă P 0,5-3,5 | Caltabiano P 0-4  | NQ                  | NQ               | NQ               | —                | NQ               | NQ       |
| Radwan Karout          | - 62 kg     | Kirow P 0-4      | Vejsada W 4-0     | Tóth P 0-4          | NQ               | NQ               | —                | NQ               | NQ       |
| Khaled El-Khaled       | - 68 kg     | BYE              | Lacaze P 0-4      | Hartmann P 0-4      | NQ               | NQ               | —                | NQ               | NQ       |
| Jamal Moughrabi        | - 74 kg     | Lundell P 0-4    | van Lancker P 0-4 | NQ                  | NQ               | NQ               | —                | NQ               | NQ       |
| Mohamed El-Oulabi      | - 82 kg     | Janota W 3-1     | Korban P 0-4      | Dołgowicz P 0,5-3,5 | NQ               | NQ               | —                | NQ               | NQ       |
| Atef Mahayri           | - 90 kg     | Horschel P 0-4   | Növényi P 0-4     | NQ                  | NQ               | NQ               | —                | NQ               | NQ       |
| Jawdat Jabra           | + 100 kg    | Farkas P 0-4     | Ilić P 0-4        | NQ                  | NQ               | —                | —                | NQ               | NQ       |